# Christmas Isn't Canceled (Just You)
"Christmas Isn't Canceled (Just You)" - en español "Mío"- es una canción de la artista estadounidense Kelly Clarkson de su noveno álbum de estudio y segundo álbum de Navidad, When Christmas Comes Around... (2021). Producida por Jason Halbert y Joseph Trapanese, Atlantic Records la lanzó como sencillo principal del álbum el 23 de septiembre de 2021.

## Antecedentes y lanzamiento
Tras el lanzamiento de su sexto álbum de estudio y su primer álbum navideño Wrapped in Red en 2013, Clarkson continuó lanzando las canciones navideñas "Christmas Eve", Under the Mistletoe" (con Brett Eldredge y versiones de "Wintersong" de Sarah McLachlan y "All I Want for Christmas Is You" de Vince Vance & The Valiants.
Atlantic Records publicó "Christmas Isn't Canceled (Just You)" el 23 de septiembre de 2021 como el sencillo principal de su noveno álbum de estudio y segundo álbum de Navidad. El 17 de septiembre de 2021, compartió una vista previa del contenido lírico de la canción en sus cuentas de redes sociales. "Christmas Isn't Canceled" fue escrita por Clarkson con Jessi Collins y Jason Halbert, quien coprodujo la canción con Joseph Trapanese.